# Adolph Friedrich von der Schulenburg

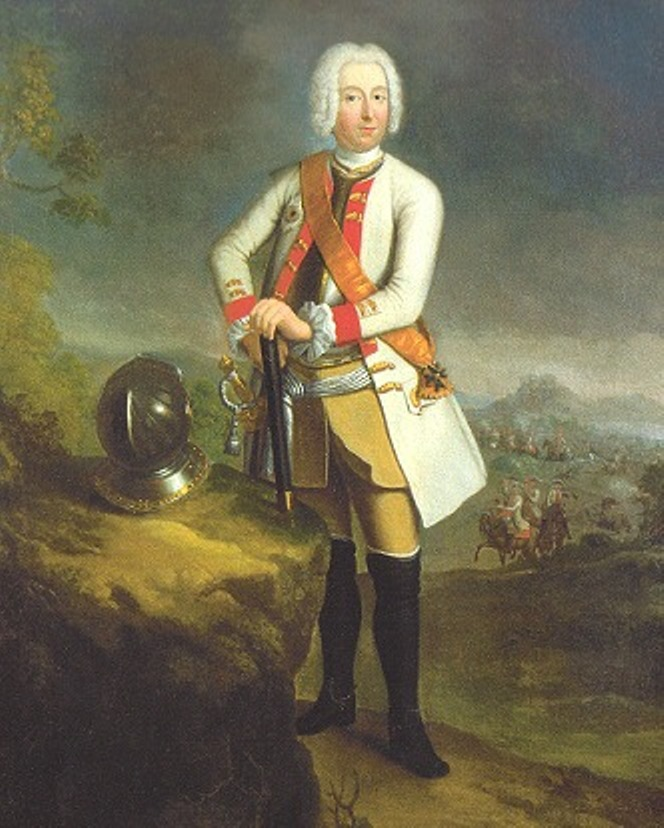
Adolph Friedrich von der Schulenburg – Generalleutnant des Schulenburgischen Regiments unter Friedrich dem Großen und einer der bedeutendsten Vertreter des Geschlechts

Adolph Friedrich Freiherr von der Schulenburg, seit 1728 Graf von der Schulenburg, aus dem Haus Beetzendorf (* 8. Dezember 1685 in Wolfenbüttel; † 10. April 1741 in Mollwitz) war Generalleutnant im preußischen Heer und Vertrauter König Friedrich Wilhelms I. von Preußen. Seine Kinder begründeten den Wolfsburger Zweig der Adelsfamilie von der Schulenburg.

## Leben

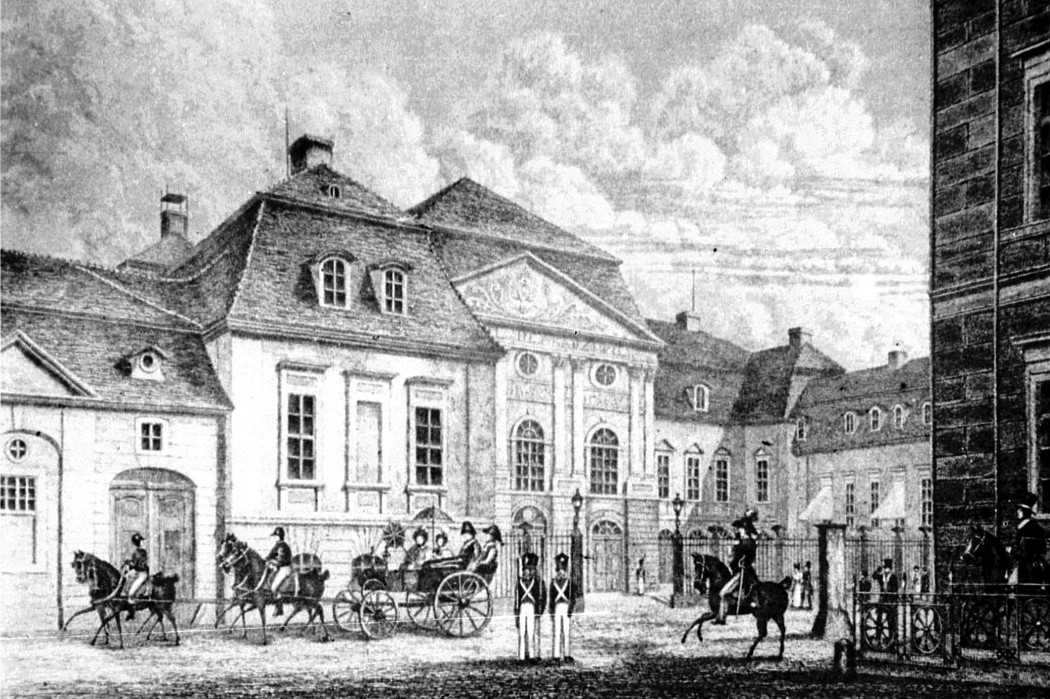
Palais Schulenburg, Berlin (um 1830)

Adolph Friedrich wurde als Sohn von Friedrich Achaz von der Schulenburg (1647–1701), einem hochgestellten Hofbeamten der Braunschweiger Herzöge, und der Margarethe Gertrud geb. von der Schulenburg (1659–1697), Schwester des venezianischen Feldmarschalls Graf Matthias Johann von der Schulenburg geboren. Im Alter von 16 Jahren ging er 1701 an die Ritterakademie in Lüneburg und studierte danach drei Jahre lang in Utrecht. 1705 begann seine militärische Laufbahn zunächst in der Hannöverschen Armee, von der er 1713 in preußische Dienste wechselte. Ab 1724 befehligte er in Landsberg an der Warthe ein preußisches Dragoner-Regiment, das später nach ihm benannt wurde. Diese Einheit war neben den Langen Kerls die Zierde des preußischen Heeres, da ihre Angehörigen ausgesucht, gut gekleidet und beritten waren.
Adolph Friedrich gewann das persönliche Vertrauen seines Königs, Friedrich Wilhelm I. von Preußen (der Soldatenkönig). Durch heikle Missionen im Auftrag des Herrschers wurde er zu einem engen Berater, erfahrenen Feldherren und versierten Diplomaten. Er gehörte zum Kreis des Tabakskollegiums. Bei dem Vater-Sohn-Konflikt zwischen dem König und seinem Sohn, Friedrich II., (der spätere Friedrich der Große) war Adolph Friedrich von der Schulenburg zeitweise mit der Beaufsichtigung des widerspenstigen Kronprinzen in der Festung Küstrin beauftragt. 1738/1739 ließ sich Schulenburg von Carl Friedrich Richter ein Stadtpalais an der Berliner Wilhelmstraße/Ecke Voßstraße errichten, das später (von 1869 bis 1945) als Reichskanzlei dienen sollte. 1739 erwarb er auch das Rittergut Klosterrode und den Freihof Blankenheim von der Familie von Alvensleben.
Als der König 1740 verstarb und sein Sohn Friedrich II. an die Macht gelangte, eilte Schulenburg von Landsberg an der Warthe nach Berlin, um dem neuen König zu gratulieren und sich bei ihm in günstiges Licht zu setzen, doch machte dieser ihm nur Vorwürfe, weil er ohne Urlaub das ihm anvertraute Regiment verlassen habe. Der General ersuchte nunmehr 55-jährig um Ausscheiden aus dem Militärdienst. Der König lehnte ab. Kurze Zeit darauf besichtigte Friedrich Schulenburgs Regiment und fand eine Eskadron nicht „en ordre“. Schulenburg bat erneut um seinen Abschied, der König schlug das Gesuch aber wiederum ab und bedrohte den General mit seiner Ungnade, wenn er die Absicht den Dienst zu verlassen nicht aufgäbe, dabei wies er auf die Möglichkeit eines nahen Feldzuges hin. Um ihn zu halten, beförderte ihn der neue Herrscher noch 1740 zum Generalleutnant und verlieh ihm die höchste preußische Auszeichnung, den Schwarzen Adlerorden. 
1741 zog er in den Ersten Schlesischen Krieg. Dort fiel er am 10. April 1741 bei der Schlacht bei Mollwitz im Alter von 56 Jahren. Bestattet ist er in der Kirche in Beetzendorf, dem Stammsitz des Schulenburgischen Geschlechts.

## Titel und Erbe
Den erblichen Adelstitel eines Reichsgrafen erhielt Adolph Friedrich Freiherr von der Schulenburg gemeinsam mit seinem Bruder Christian Günther Freiherr von der Schulenburg am 7. Dezember 1728 durch Kaiser Karl VI.
Durch die 1718 geschlossene Ehe von Adolph Friedrich mit Anna Adelheit Catharina von Bartensleben (1699–1756) entstand die Wolfsburger Linie der Familie von der Schulenburg. Seine Witwe wurde 1742 durch den Tod ihres Vaters Gebhard Werner von Bartensleben zur Alleinerbin der Besitzungen derer von Bartensleben mit dem Schloss Wolfsburg. Aus ihren 15 gemeinsamen Kindern entwickelte sich der Wolfsburger Familienzweig. Zu den Kindern des Paares gehörten:
- Anna Elisabeth (* 16. Dezember 1720; † 12. Dezember 1741) ⚭ 1738 Abraham Wilhelm von Arnim-Boitzenburg  (1712–1761), Eltern von Friedrich Wilhelm von Arnim-Boitzenburg
- Magarethe Luise (* 31. Dezember 1721; † 11. März 1784) ⚭ 1740 Abraham Friedrich von Arnim, Herr auf Kröchlendorff, Eltern von Albrecht Heinrich von Arnim und Carl Otto von Arnim
- Gebhard Werner[1] (* 20. Dezember 1722; † 23. August 1788) ⚭ 1757 Sophie Charlotte von Veltheim (* 26. Januar 1735; † 13. November 1793)
- Karoline Wilhelmine (* 20. März 1724; † 1782) ⚭ 1748 Freiherr Ludwig Schenk von Wintersted (1715–1762) Herr auf Holm, Landrat
- Sophie Frederike Charlotte (* 17. März 1725; † 10. Juni 1772) ⚭ 1754 Georg Ludwig I. von der Schulenburg-Hehlen (* 23. Juli 1719; †  30. Oktober 1774)[2]
- Maria Albertine (* 27. März 1726; † 9. Juli 1793) ⚭ 1746 Georg Heinrich von Arnim (1717–1793), Herr auf Werbelow, Eltern von Otto Albrecht von Arnim
- Friedrich August (* 25. September 1727; † 9. April 1797) ⚭ 1757 Henriette Sophia von der Schulenburg (* 1. Januar 1736; † 25. Juni 1800)
- Christina Amalie (* 6. November 1732; † 9. April 1781) ⚭ 1753 Friedrich Wilhelm von Witzleben (1714–1791), Herr auf Wohlmirstedt, Oberhofmeister in Sachsen-Weißenfels
- Helena (* 6. Oktober 1734; † 9. Dezember 1776) ⚭ 1761 Emmerich Otto August von Estorff, Herr auf Berensdorf und Versen
- Johanna Adelheid (* 27. November 1735; † 12. Mai 1805) ⚭ Gotthelf Dietrich von Ende (* 4. Juni 1726; † 13. Oktober 1798), kurhannoverischer Minister
- Achatius Wilhelm (* 28. Mai 1738; † 30. März 1808) ⚭ 1762 Dorothea Christina Schenk von Flechtingen (* 11. Juni 1741; † 22. Februar 1823)
- Albrecht Ludwig (Albert Ludovikus) (* 4. April 1741; † 5. Juli 1784) ⚭ Auguste Friederike von Stammer (* 1751; † 1809)